# Lithocarpus ollus
Lithocarpus ollus är en bokväxtart som först beskrevs av Wilhelm Sulpiz Kurz, och fick sitt nu gällande namn av Aimée Antoinette Camus. Lithocarpus ollus ingår i släktet Lithocarpus och familjen bokväxter.
Artens utbredningsområde är Assam (Indien). Inga underarter finns listade.